# 新加坡鳳山寺
凤山寺（英語：Hong San See）是新加坡的一座華人寺庙，位于中区里峇峇利的穆罕默德苏丹路（英語：Mohamed Sultan Road），主要供奉广泽尊王。始建于1908年至1913年，由中國福建省南安县移民用中国进口材料修建。其中一位建设者是新加坡早期的华人先驱者、领导人梁壬癸。凤山寺建在一座小山上，曾经可以从这里眺望海景，但由于高层房屋建设，观海视线已被遮挡。寺庙附近现在主要有酒吧、餐馆和公寓。

## 历史

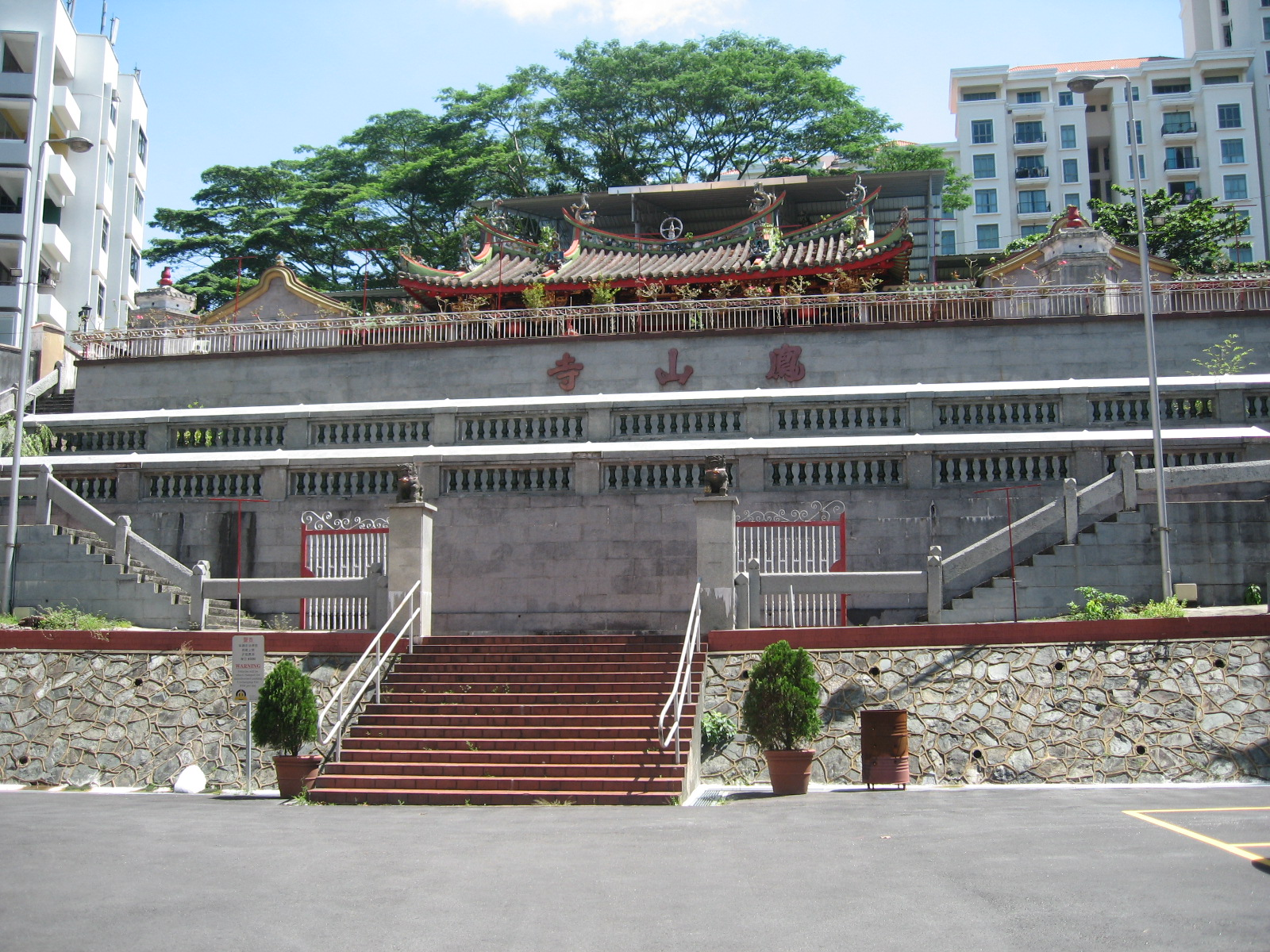
凤山寺坐落在一座小山上，風水好，曾能远眺海景。

凤山寺原址建于1836年，位于丹戎巴葛的青山亭，由中国福建省南安县移民修建，1868年進行重修。1907年，该土地被政府征用，用于直落亚逸湾的填海工程，寺庙受托人得到了50000美元的补偿。寺庙的受托人用这笔钱从市政工程师萨姆·汤姆林森（英語：Sam Tomlimson）手中以999年的租约购买了穆罕默德苏丹路的土地。
凤山寺背山面海，风水极佳。寺院始建于1908年，材料从中国进口。寺庙董事会的主要负责人是二战英雄林謀盛的父亲林路。这座寺庙于1913年竣工，耗资5.6万美元。1914年林箕当、洪光腾、董泰和、洪神扶、林箕菊、侯西反等先贤，有鉴于河水山与珍珠山一带大量儿童因经济困难而失学，建议在凤山寺设两间教室，收容学生上学。1915年南明学校成立，直至1931年因资金问题停办。凤山寺分别於1934年和1962年进行了翻修。1970年，寺庙没有按照修复指南进行翻修，一些特征被移除。当时一个主要的变化，是在整个大殿的桁架上增加了华丽的金色雕刻，现在可能已经被移除。
1973年2月，鳳山寺移交新加坡南安會館進行管理。1978年11月10日，凤山寺被列为新加坡国家古迹。1994年、1995年凤山寺再次翻修。2005年凤山寺再遭白蚁嚴重侵蚀，新加坡南安会馆展开筹备修缮工作，邀请北京故宫博物院专家前来协助勘查与策划，拟定重修蓝图，并于2006年至2010年期间对寺庙进行了专业修复。2010年，凤山寺荣获联合国教科文组织亚太文化遗产保护“卓越奖”。这次修复也让凤山寺获得2013年市区重建局颁发的旧建筑修复工程奖甲等奖项。 
如今，由于环绕的高楼大厦所阻挡，在凤山寺已無法觀得海景。然而鳳山寺仍處於地勢較高之地，参拜者需要爬上一段很长的阶梯才能抵達寺廟，感受其居高临海的地理位置。

## 建筑特征

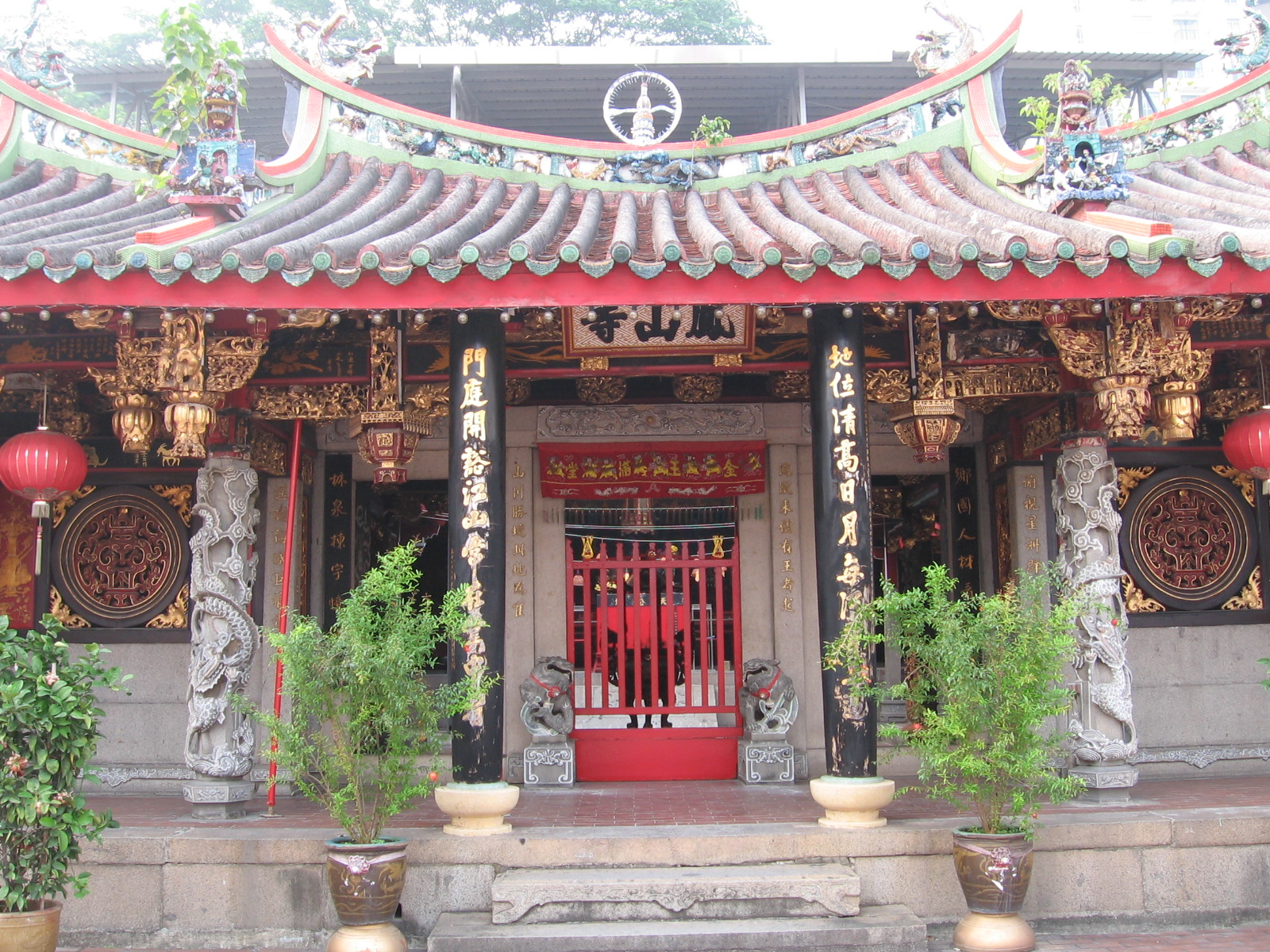
正门两边的花岗岩柱上刻有诗句和龙雕。

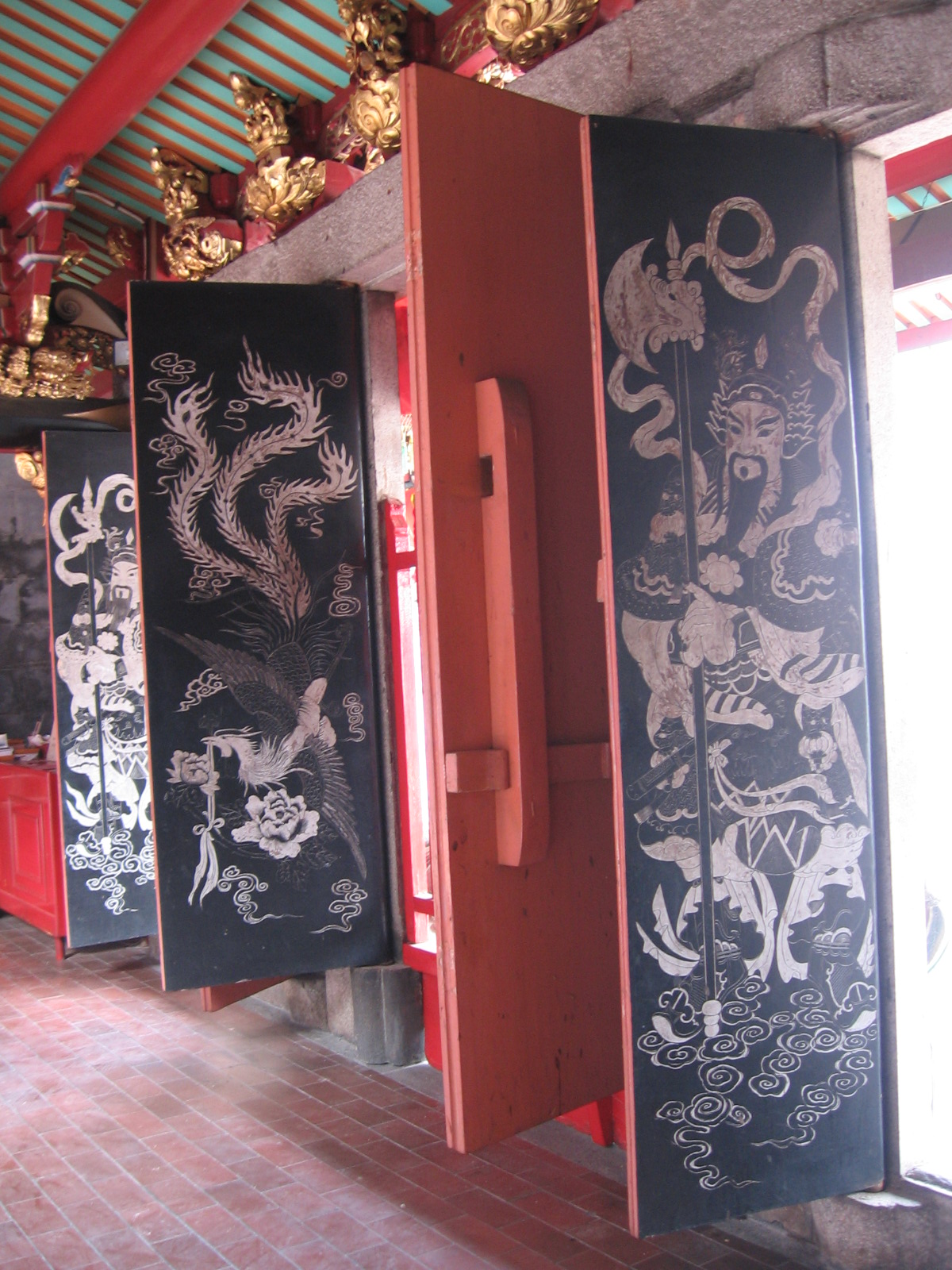
正门绘有凤凰，侧门绘有门神。

凤山寺背山面海，坐北朝南，风水上佳。入口大厅有花岗岩牌匾，建于1868年至1913年间，上面列出了为修建寺庙捐款的捐赠者。近年来，墙上还有其他纪念捐赠者的现代牌匾。正门两侧的花岗岩柱上刻有诗句，颂扬此处曾经的海景和富饶的街区。自上世纪90年代高楼大厦开发以来，这一景观一直受到阻碍。寺内有4根花岗岩雕刻柱，入口处有2根六边柱，柱上雕刻着龙和八仙塑像。刚过院子两边的入口处有两根柱子，上面雕刻着牡丹花、喜鹊和凤凰。
寺庙的入口由三组双叶木门组成，正门上绘有凤凰，正门两侧的两扇侧门绘有门神。除了在重要场合之外，大门通常都是用栅栏锁着的。寺院的屋脊和屋檐有剪黏装饰与石膏浮雕，尤以二龍戲珠的浮雕为特色。剪黏纹饰是中国南方传统艺术，用小件彩瓷创作人物、花卉、树叶等形象。与传统的中国南方寺庙建筑一样，凤山寺有轴向布局、庭院、有围墙的附属建筑和梁架结构，且不用钉子建造，表现出了卓越不凡的木工技艺。主厅的屋顶是一个两层的歇山顶。屋脊的中央有二龙戏珠的雕塑。下层屋顶的末端为閩南建筑中常见的螺旋形。
寺庙的大殿向前面的露天庭院开放。大殿中央为供奉广泽尊王的祭壇，长度为九米，两侧的二级祭坛分别供奉城隍和玄天上帝。庭院两侧有带盖的走廊，走廊另一侧为寺庙的侧厅。此外，大殿的后面的祭坛还供奉观音、感天大帝、清水祖師等众神佛。大殿有六根黑色实心木柱，在中间轴上呈凸形，且有雕刻的花岗岩底座。黑柱上有新加坡书法家潘受（英語：Pan Shou）的诗句。侧厅有花岗岩底座的方柱，并没有装饰。1915年南明学校用凤山寺的两个大厅作为教室，为家庭经济困难的儿童提供教育。这些孩子来自附近的村庄，比如河水山。由于资金问题，学校于1931年关闭。

## 拓展阅读
- Chia, Meng Tat Jack (2009), "Sacred Ties across the Seas: The Cult of Guangze Zunwang and its Religious Network in the Chinese Diaspora, 19th Century-2009" （页面存档备份，存于）, M.A. thesis, National University of Singapore.
- Lee, Geok Boi (2002), The Religious Monuments of Singapore. Landmark Books.
- 新加坡古迹保护委员会网站 （页面存档备份，存于）
- Samuel, D. S. (1991). Singapore's heritage: Through places of interest. Singapore: Elixir consultancy service, p. 211.
- Singapore Infopedia上凤山寺的信息